# Callian (Var)
Callian è un comune francese di 3 567 abitanti situato nel dipartimento del Var della regione della Provenza-Alpi-Costa Azzurra.

## Società

### Evoluzione demografica
Abitanti censiti

## Amministrazione

### Gemellaggi
Callian è gemellata con:
- Calliano
- Calliano Monferrato